# ذحمي
ذَحْمِيّ أو عفرا أو ثغر (الاسم العلمي: Morettia)، جنس نباتات عشبية، مدادة، معمرة، مُزهرة، برية من فصيلة الكرنبية. تضم تسعة أنواع خمسة منها مقبولة. أعطانها في شبه الجزيرة العربية وشرق وشمال السودان وفلسطين وسيناء.